# Vuelta a Colombia 1968
La 18.ª edición de la Vuelta a Colombia tuvo lugar entre el 30 de abril y el 19 de mayo de 1968. El tolimense Pedro Julio Sánchez del equipo Telepostal se coronó campeón con un tiempo de 58 h, 13 min y 0 s.

## Equipos participantes
| Equipo                              | Categoría  |
| ----------------------------------- | ---------- |
| Boyacá Mixto-Cundinamarca-Distrital | Aficionado |
| Cicloases                           | Aficionado |
| Ciudadanía del Valle                | Aficionado |
| Confraternidad                      | Aficionado |
| Cundinamarca A                      | Aficionado |
| Distrital                           | Aficionado |
| España                              | Aficionado |
| Italia                              | Aficionado |
| Liga de ciclismo del Valle          | Aficionado |
| Pilsen Cervunión                    | Aficionado |
| Santander                           | Aficionado |
| Suramericana                        | Aficionado |
| Táchira-Venezuela                   | Aficionado |
| Telepostal                          | Aficionado |
| Tolima                              | Aficionado |

## Etapas
| Etapa      | Fecha       | Recorrido                                | Distancia (km)       | Ganador                    | Líder                        |                      |
| ---------- | ----------- | ---------------------------------------- | -------------------- | -------------------------- | ---------------------------- | -------------------- |
| 1.ª etapa  | 30 de abril | Bogotá - La Dorada                       | 190                  | Miguel Samacá              | Miguel Samacá                |                      |
| 2.ª etapa  | 1 de mayo   | La Dorada - Fresno                       | 80                   | Francisco Ignacio Triana   | Fulgencio Sánchez Montesinos |                      |
| 3.ª etapa  | 2 de mayo   | Fresno - Manizales                       | 90                   | Pablo Enrique Hernández    | Fulgencio Sánchez Montesinos |                      |
| 4.ª etapa  | 3 de mayo   | Manizales - Riosucio                     | 166                  | Luis Emilio Vélez          | Fulgencio Sánchez Montesinos |                      |
| 5.ª etapa  | 4 de mayo   | Riosucio - Medellín                      | 154                  | Pablo Enrique Hernández    | Álvaro Pachón Morales        |                      |
| 6.ª etapa  | 5 de mayo   | Vuelta a Oriente                         | 96                   | Francisco Ignacio Triana   | Gustavo Rincón               |                      |
|            | 6 de mayo   | Descanso en Medellín                     | Descanso en Medellín | Descanso en Medellín       | Descanso en Medellín         | Descanso en Medellín |
| 7.ª etapa  | 7 de mayo   | Medellín - Anserma                       | 188                  | Luis Emilio Vélez          | Gustavo Rincón               |                      |
| 8.ª etapa  | 8 de mayo   | Anserma - Pereira                        | 85                   | Rubén Darío Gómez          | Gustavo Rincón               |                      |
| 9.ª etapa  | 9 de mayo   | Pereira - Cartago                        | 28 (CRI)             | Martín "Cochise" Rodríguez | Gustavo Rincón               |                      |
| 10.ª etapa | 10 de mayo  | Cartago - Buga                           | 118                  | Álvaro Pachón Morales      | Gustavo Rincón               |                      |
| 11.ª etapa | 11 de mayo  | Buga - Cali                              | 73                   | Manuel Galera Magdelano    | Gustavo Rincón               |                      |
| 12.ª etapa | 12 de mayo  | Circuito Cali - Pradera - Palmira - Cali | 108                  | José Ramón Garcés          | Gustavo Rincón               |                      |
|            | 13 de mayo  | Descanso en Cali                         | Descanso en Cali     | Descanso en Cali           | Descanso en Cali             | Descanso en Cali     |
| 13.ª etapa | 14 de mayo  | Cali - Sevilla                           | 155                  | Ottavio Crepaldi           | Gustavo Rincón               |                      |
| 14.ª etapa | 15 de mayo  | Sevilla - Armenia                        | 62                   | Francisco Asdrúbal Salazar | Gustavo Rincón               |                      |
| 15.ª etapa | 16 de mayo  | Armenia - Ibagué                         | 89                   | Pedro Julio Sánchez        | Pedro Julio Sánchez          |                      |
| 16.ª etapa | 17 de mayo  | Ibagué - Neiva                           | 195                  | Brunno Cereda              | Pedro Julio Sánchez          |                      |
| 17.ª etapa | 18 de mayo  | Neiva - Girardot                         | 159                  | Manuel Galera Magdelano    | Pedro Julio Sánchez          |                      |
| 18.ª etapa | 19 de mayo  | Girardot - Bogotá                        | 130                  | Pedro Alfonso Galvis       | Pedro Julio Sánchez          |                      |

## Clasificaciones finales

### Clasificación general
Los diez primeros en la clasificación general final fueron:
| Clasificación general |                              |                  |                  |
| Ciclista              | Ciclista                     | Equipo           | Tiempo           |
| --------------------- | ---------------------------- | ---------------- | ---------------- |
| 1.º                   | Pedro Julio Sánchez          | Telepostal       | 58 h 13 min 00 s |
| 2.º                   | Javier Amado Suárez          | Suramericana     | + 8 min 12 s     |
| 3.º                   | Fulgencio Sánchez Montesinos | España           | + 9 min 07 s     |
| 4.º                   | Álvaro Pachón Morales        | Cundinamarca A   | + 12 min 30 s    |
| 5.º                   | Gustavo Rincón               | Cundinamarca A   | + 14 min 23 s    |
| 6.º                   | Severo Hernández Tarazona    | Santander        | + 14 min 59 s    |
| 7.º                   | Martín "Cochise" Rodríguez   | Wrangler Caribú  | + 16 min 27 s    |
| 8.º                   | Carlos Montoya Arias         | Liga del Valle   | + 17 min 17 s    |
| 9.º                   | Miguel Samacá                | Pierce Distrital | + 17 min 21 s    |
| 10.º                  | Rubén Darío Gómez            | Pilsen Cervunión | + 20 min 44 s    |

### Clasificación de la montaña
| Clasificación de la montaña |                         |                |        |
| Ciclista                    | Ciclista                | Equipo         | Puntos |
| --------------------------- | ----------------------- | -------------- | ------ |
| 1.º                         | Pablo Enrique Hernández | Suramericana   | 40     |
| 2.º                         | Hernando Gómez          | Cundinamarca A | 22     |
| 3.º                         | Miguel Samacá           | Distrital      | 20     |

### Clasificación de las metas volantes
| Clasificación de las metas volantes |                            |                  |        |
| Ciclista                            | Ciclista                   | Equipo           | Puntos |
| ----------------------------------- | -------------------------- | ---------------- | ------ |
| 1.º                                 | Serafín Bernal Parada      | Pilsen Cervunión | 60     |
| 2.º                                 | Alfonso Rojas              | Tolima           | 45     |
| 3.º                                 | Carlos Montoya Arias       | Valle A          | 30     |
| 3.º                                 | Martín "Cochise" Rodríguez | Wrangler Caribú  | 30     |
| 3.º                                 | Ivanno Scortegagna         | Italia           | 30     |

### Clasificación de los novatos
| Clasificación de los novatos |                       |                |                  |
| Ciclista                     | Ciclista              | Equipo         | Tiempo           |
| ---------------------------- | --------------------- | -------------- | ---------------- |
| 1.º                          | Luis Alfonso Reateguí | Liga del Valle | 58 h 34 min 52 s |
| 2.º                          | Fabio Acevedo         | Telepostal     | + 24 min 58 s    |
| 3.º                          | Gustavo Díaz          | Liga del Valle | + 33 min 20 s    |

### Clasificación por equipos
| Clasificación por equipos |                |                   |
| Equipo                    | Equipo         | Tiempo            |
| ------------------------- | -------------- | ----------------- |
| 1.º                       | Cundinamarca A | 175 h 34 min 48 s |
| 2.º                       | Liga del Valle | + 8 min 30 s      |
| 3.º                       | Telepostal     | + 39 min 03 s     |